# 神奈川大学建築学部
神奈川大学建築学部（かながわだいがくけんちくがくぶ、Faculty of Architecture）は、神奈川大学に設置されている建築学部。建築学科が設置されている。
なお、関連する大学院については、同大学の大学院工学研究科に建築学専攻が開設されており、合わせて紹介する。

## 沿革
- 1928年 旧横浜市中区桜木町に横浜学院が創設される
- 1929年 専門学校令による横浜専門学校設立認可
- 1930年 六角橋に移転、横浜キャンパスが開設
- 1949年 学制改革により神奈川大学が開学、工学部第一部設置
- 1965年 工学部第一部の新学科として建築学科創設。 建築学科研究室、製図室を備える8号館が竣工する
- 1967年 大学院工学研究科開設。建築学科総合実験棟である12号館が竣工
- 1971年 大学院工学研究科に建築学専攻修士課程設置
- 1973年 建築学科同窓会の「かんな会」が設立される
- 1982年 中国の同済大学と武漢理工大学と学術交流協定を締結
- 1990年 大学院工学研究科に建築学専攻博士課程設置
- 1994年 建築学科にシステムコースとデザインコースの2コースが導入される
- 2002年 韓国成均館大学校と学術交流協定を締結
- 2003年 デザインコース年鑑である『RAKU』vol.1発刊
- 2005年 国立台湾科技大学と学術交流協定を締結。JABEE認定を受ける
- 2006年 建築環境コース、建築構造コース、建築デザインコースの3コース制導入
- 2010年 デンマーク王立芸術アカデミー建築大学と学術交流協定を締結、交換留学（部局間）開始
- 2013年 国立台湾科技大学と部局間交換留学開始、フランス国立モンペリエ高等建築学校と学術交流協定を締結と部局間交換留学開始
- 2015年 建築学科創設50周年
- 2022年 建築学科を母体に建築学部を新設。建築学系と都市生活学系の2学系に、構造、環境、デザイン、住生活創造、まち再生の5コースを設置

## 学部組織
建築学部
- 建築学科
  - 建築学系
    - 構造コース
    - 環境コース
    - デザインコース

  - 都市生活学系
    - デザインコース
    - 住生活創造コース
    - まち再生コース

## 大学院
工学研究科
- 建築学専攻